# 올림픽 독일 연합 선수단
올림픽 독일 연합 선수단(독일어: Gesamtdeutsche Mannschaft 게잠트도이체 만샤프트[*])은 동독과 서독이 올림픽에서 단일팀 형식으로 참가한 선수단이다.
선수단의 기는 검은색, 빨간색, 노란색 가로 줄무늬로 구성된 독일의 국기 가운데에 하얀색 올림픽 상징이 그려져 있는 디자인의 기를 사용했으며 시상식에서 국가를 연주할 때에는 루트비히 판 베토벤의 《교향곡 9번》에 등장하는 〈환희의 송가〉를 사용했다.

## 역대 참가 종목

### 하계 올림픽 참가 종목
| 종목    | 56 | 60 | 64 |
| ------- | -- | -- | -- |
| 근대5종 |    | •  | •  |
| 다이빙  |    | •  | •  |
| 레슬링  | •  | •  | •  |
| 복싱    | •  | •  | •  |
| 사격    | •  | •  | •  |
| 사이클  | •  | •  | •  |
| 수구    | •  | •  | •  |
| 수영    | •  | •  | •  |
| 승마    | •  | •  | •  |
| 역도    | •  | •  | •  |
| 요트    | •  | •  | •  |
| 유도    |    |    | •  |
| 육상    | •  | •  | •  |
| 조정    | •  | •  | •  |
| 체조    | •  | •  | •  |
| 축구    | •  |    | •  |
| 카누    | •  | •  | •  |
| 펜싱    | •  | •  | •  |
| 하키    | •  | •  | •  |

## 같이 보기
- 남북 단일팀

## 참고 자료
- (영어) “Germany”. SR/Olympic Sports. 2018년 1월 8일에 원본 문서에서 보존된 문서. 2011년 10월 30일에 확인함.